# SN 2001kg
SN 2001kg – supernowa typu Ia odkryta 10 października 2001 roku w galaktyce A222052+0043. W momencie odkrycia miała maksymalną jasność 22,70m.